# 中国传统屋顶
中国傳統屋顶係指中國傳統建築的屋頂，外型多樣，體積龐大，也可以顯示屋主的身份地位。傳統建築之屋頂材料，由內而外依序由三部分組成，由內而外依序為基層，結合層與面層，並加上屋脊裝飾等。

## 种类
中国古代屋顶有很多不同的形式，主要是坡顶，也有平顶的。坡顶有單坡顶，两坡顶，四坡顶几种。两坡顶根据屋顶与山墙的关系分为硬山和悬山两种，四坡顶一般有四坡五脊的庑殿顶和四坡九脊的歇山顶。在处理大脊上还有清水脊和卷棚脊等形式。此外还有攒尖顶（分三角攒尖，四角攒尖，六角攒尖，八角攒尖，圆攒尖等）、盔顶、盝顶、十字脊顶。
屋顶的形式與其等級有關，包括：
主要之屋頂形式，由高至低分：
- 庑殿頂：四坡屋頂，多用於殿堂式建築。（宋称四阿顶）
- 歇山頂：由上半部硬山或懸山，下半部庑殿所組成，基本上只准官署使用。（宋称九脊殿）
- 攒尖頂：包括圆攒尖，四角攢尖，三角攒尖及八角攒尖等（宋称撮尖）
- 悬山顶（挑山頂）：屋顶两侧突出于山墙。
- 硬山頂：屋顶两侧不突出于山墙。
- 卷棚頂：沒有中脊之屋頂。

次要之屋頂形式：
- 清水脊
- 盝顶
- 盔顶
- 十字脊顶
- 单坡
- 平顶

依清代屋頂之規制，屋頂等級分為：
1. 重檐庑殿顶
2. 重檐歇山顶
3. 单檐庑殿顶
4. 单檐歇山顶
5. 攒尖顶
6. 悬山顶
7. 硬山顶。后金时代，满族民居、官署衙门等建筑，并无明确的等级标识。皇太極时期，硬山顶为满族建筑普遍采用的屋顶样式。修建皇太极寝宫——清宁宫时，仍使用硬山顶[1]:88。
8. 盝顶
9. 卷棚顶

## 图片
- 北京故宫太和殿——重檐庑殿顶
- 大同善化寺大殿——单檐庑殿顶
- 太原晋祠圣母殿——重檐歇山顶
- 福州华林寺大殿——单檐歇山顶
- 广东从化广裕祠——悬山顶
- 沈阳故宫崇政殿——硬山顶
- 江西婺源理坑村民居——硬山顶
- 北京颐和园苏州街建筑——悬山式卷棚顶
- 北京故宫中和殿——四角攒尖顶
- 北京天坛祈年殿——三重檐圆攒尖顶
- 北京恭王府流杯亭——八角攒尖顶
- 北京故宫角楼——十字脊顶